# 刘守璞 (1918年)
刘守璞（1918年—？年），又名刘如珍，女，直隶（今河北）定县人，中国政治人物，曾任冀中区党委妇委副书记，第四届全国政协委员。